# Хмура Олександр Олексійович
Олександр Олексійовича Хмура  (нар. 5 лютого 1923 — пом. 19 липня 1970) — український педагог, публіцист. Уродженець Єлисаветграду (нині Кропивницький).

## Біографічні відомості
Народився О. О. Хмура 5 лютого 1923 року у місті Єлисаветград (нині Кропивницький) у сім'ї робітника. В 1940 році закінчує з відзнакою Кіровоградську середню школу № 4 та вступає на фізико-математичний факультет Одеського державного університету. Ще будучи студентом, здібний юнак проявляє неабияку зацікавленість до науки, бере активну участь у роботі наукових студентських товариств. Війна перервала навчання, і вже в липні 1941 року він в рядах захисників Батьківщини. Він — пілот-винищувач на Північному Кавказі, постійно в горнилі військових дій. Поранення, лікування в шпиталі в Узбекистані: Ташкент, Самарканд. Служба в обслуговуванні військово-повітряних сил. У листопаді 1945 року був демобілізований і повертається в рідне місто до батьків. Опалена війною мрія О. О. Хмури стати вчителем, нарешті, здійснюється: він продовжує навчання в Кіровоградському державному педагогічному інституті (нині Центральноукраїнський державний педагогічний університет імені Володимира Винниченка). По його закінченню в 1948 році отримує спеціальність вчителя математики й фізики та пропозицію залишитися викладачем вузу.
Далі — робота вчителем математики у школі робітничої молоді, завучем у Кіровоградських школах № 5, 18. У 1954 році запрошують в обласний інститут удосконалення кваліфікації вчителів (нині Кіровоградський обласний інститут післядипломної педагогічної освіти імені Василя Сухомлинського) на посаду завідувача кабінету математики і фізики, а в червні 1959 року призначають заступником директора цього інституту. В цей період він стає науковим кореспондентом Науково-дослідного інституту педагогіки Української РСР, веде наукові дослідження. Саме тоді в О. О. Хмури проявляються високі організаторські здібності — він веде змістовну методичну роботу щодо підвищення кваліфікації вчителів. О. О. Хмура багато уваги приділяє відповідності методів навчання завданням розумового розвитку та структурі уроків, взаємозалежності їх різних етапів.
Не залишаючи роботу вчителя в середніх школах № 6, 24 міста Кіровограда, одночасно започатковує науковий експеримент, перевіряючи задумане власною системою викладання математики. Розглядаючи в 50-х й 60-х років XX століття проблему раціональної організації педагогічного процесу в старших класах і шляхи її розв'язання, О. О. Хмура створив навколо себе школу педагогів-експериментаторів.
Теоретичне дослідження, розробка та вдосконалення методики викладання математики проводились Хмурою з 1956 по 1959 рік у Кіровоградських середніх школах № 5, 18, а з 1959 по 1961 рік — у середніх школах № 6, 27, 34 міста Кіровограда і Заваллівській середній школі). Під його керівництвом проводились дослідження і експериментальна перевірка методичних рекомендацій з удосконалення викладання математики в старших класах. Після досліджень у цих школах розроблена система організації навчання з уточненнями і змінами перевірялась ще в сорока загальноосвітніх школах і чотирьох вечірніх школах.
Створив навколо себе школу математиків-експериментаторів, до яких, згодом долучаються вчителі з інших областей України, Білорусі, Росії, Молдавії, Литви, Естонії. Багато з тих, хто був у школі авторської математичної думки, згодом стали науковцями, відомими в колах математиків-методистів і вчених на теренах України та за її межами.
У 1964 році О. О. Хмуру призначають директором обласного інституту вдосконалення кваліфікації вчителів.
Найважливішим досягненням О. О. Хмури на ті роки було завершення роботи над дисертацією «Організація і методика навчальних занять з математики в старших класах середньої школи». У 1965 році відбувся успішний її захист в Науково-дослідному інституті загального і політехнічного навчання АПН РРФСР. Рішенням наукової ради від 29 квітня 1966 р. йому присвоєно вчений ступінь кандидата педагогічних наук (Диплом № 007146 МКД, М., 29.07.1966).
Але на цьому вчений не зупиняється і творчо розвиває ідею багатоступінчастого навчання, суть якого полягала в диференційованій роботі з учнями при вивченні математики. За внесок в математичну науку рішенням атестаційної комісії від 25 квітня 1969 року його затверджено в званні доцента по кафедрі елементарної математики і методики викладання математики (Пр. № 21, П, атестат МДИ-048564, Москва, 9.07.1969).
Трагічно загинув в липні 1970 року.
Поховано О. О. Хмуру на центральній алеї Далекосхідного цвинтаря.

## Творчість
О. О. Хмура добре відчував запити вчителів, видав на допомогу їм низку книг, зокрема,
- 1956 — «Про письмові роботи з математики на атестат зрілості»;
- 1957 — «Збірник задач з математики практичного змісту для V-Х класів середньої школи»;
- 1960 — «Позакласна робота з математики в школі»;
- 1965 — «Урок з математики в середній школі»;
- 1968 — «Позакласна робота з математики в школі», у співавторстві з доктором фізико-математичних наук (в минулому викладачем Кіровоградського педінституту) В. І. Кобою.

В цей період виходить серія його публікацій в журналах «Советская педагогика», «Народное образование», «Математика в школе», (1962, 1966 р.), «Радянська школа» (1960, 1961) ряд наукових статей в академічних збірниках «Викладання математики в школі» (1962), «Підвищення ефективності викладання математики» (Мінськ, 1963), методичних вісниках Міністерства освіти Української РСР, обласного інституту вдосконалення вчителів, інших педагогічних виданнях України.

## Нагороди та відзнаки
- 1960 — значок «Відмінник народної освіти УРСР»
- 2 жовтня 1960 — медаль А. С. Макаренка
- 1966 — Орден «Знак пошани»
- 1968 — почесне звання «Заслужений вчитель школи Української РСР»
- 1970 — медаль «За доблесну працю у Великій Вітчизняній війні 1941—1945 рр.»
- інші медалі за участь у німецько-радянській війні